# Yombes
Els yombes són almenys dos grups humans descrits a Àfrica. Viuen principalment a Zàmbia, República Democràtica del Congo, República del Congo i Angola. Experts en l'artesania i l'art, els homes són experts en teixits, talla, i fosa, i les dones fan atuells de fang. Entre les figures populars hi ha les estàtues phemba i les nkisi nkonde.

## Distribució
El 1981 s'estimava que uns 15.000 yombes vivien en una àrea de 1.620 kilòmetres quadrats. Els Ba Yombe es refereixen als tumbukes de Zàmbia. Un altre grup, també conegut com a Mayombes, viuen al sud-oest de la República del Congo, amb altres a la República Democràtica del Congo i a Angola. La llengua més parlada pels yombes és el tumbuka.

## Pràctiques econòmiques
El yombes es dediquen principalment a la producció agrícola, conreant el plàtan, blat de moro, fesols, iuca, cacauet, i nyam. Encara que els conreen principalment per al subministrament d'aliments, també venen les collites al mercat. Crien cabres, porcs i pollastres i practiquen la pesca al riu Congo. Experts en artesania i art, els homes fan teixits, talla, i fosa, i les dones fan olles de fang.

## Pràctiques culturals i religioses
És ben conegut l'art de figures i estàtues yombe, generalment objectes de prestigi, reis asseguts al tron, o figures de maternitat femenina phemba. Figuretes Nkisi nkonde, màscares i tambors també es fan per a les cerimònies. Llurs figures funeràries són reconegudes per la seva representació realista.
La deïtat suprema dels yombes és Ngoma Bunzi, que prové d'un regne inabastable anomenat Yulu. Ell es posa en contacte a través dels Nzambi a Tsi (esperits de la terra) i Simbi (esperits del riu). Els yombes construeixen santuaris com a monuments a avantpassats prominents, com els caps del poble que teneb poders especials. Els yombes del nord de Zàmbia creuen que la gent té tres identitats diferents: biològica, social i espiritual. La seva posició social afecta el tipus de funeral que podria rebre.

## Galeria d'imatges

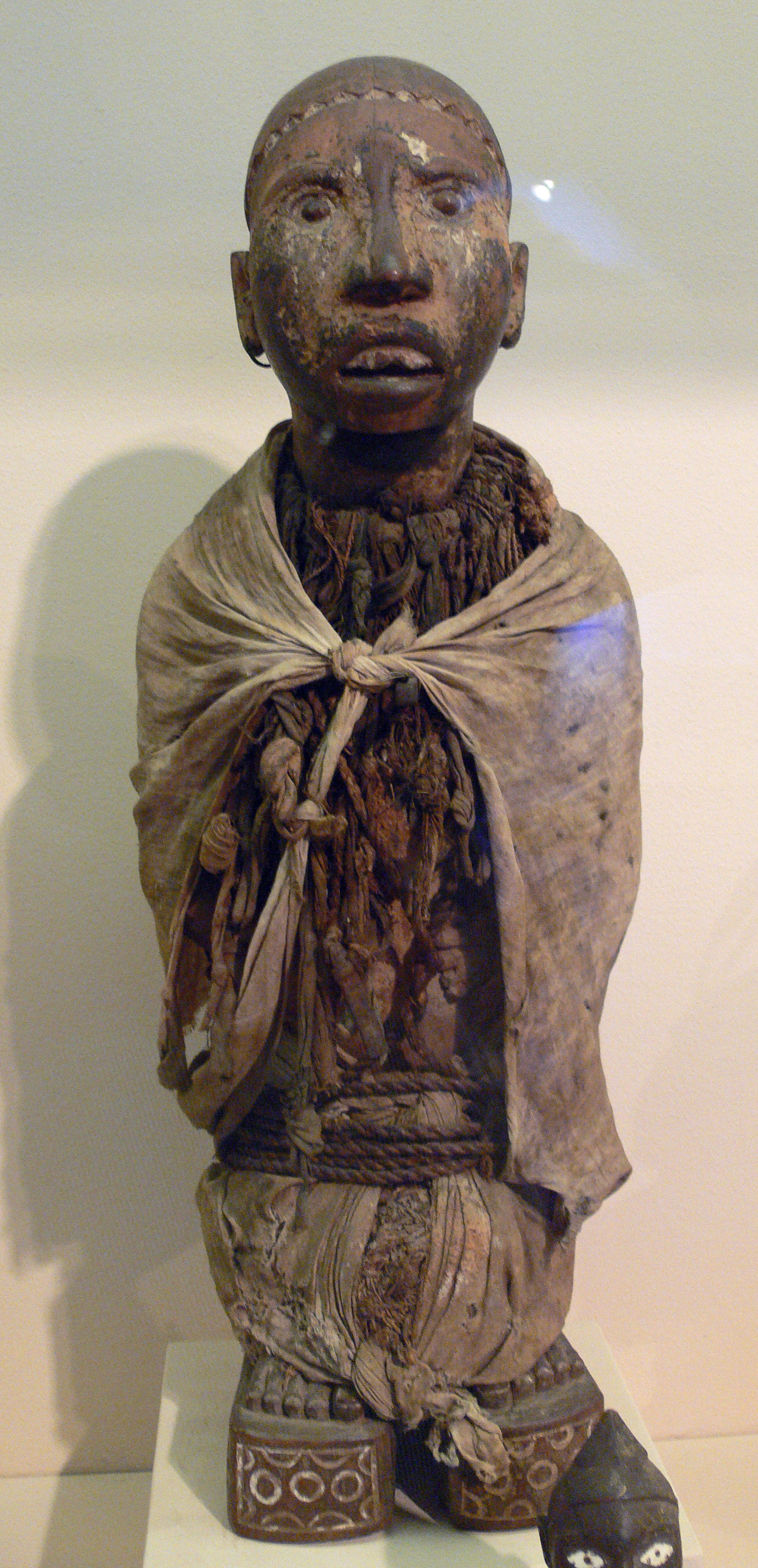
Fetitx d'ungles (Angola)
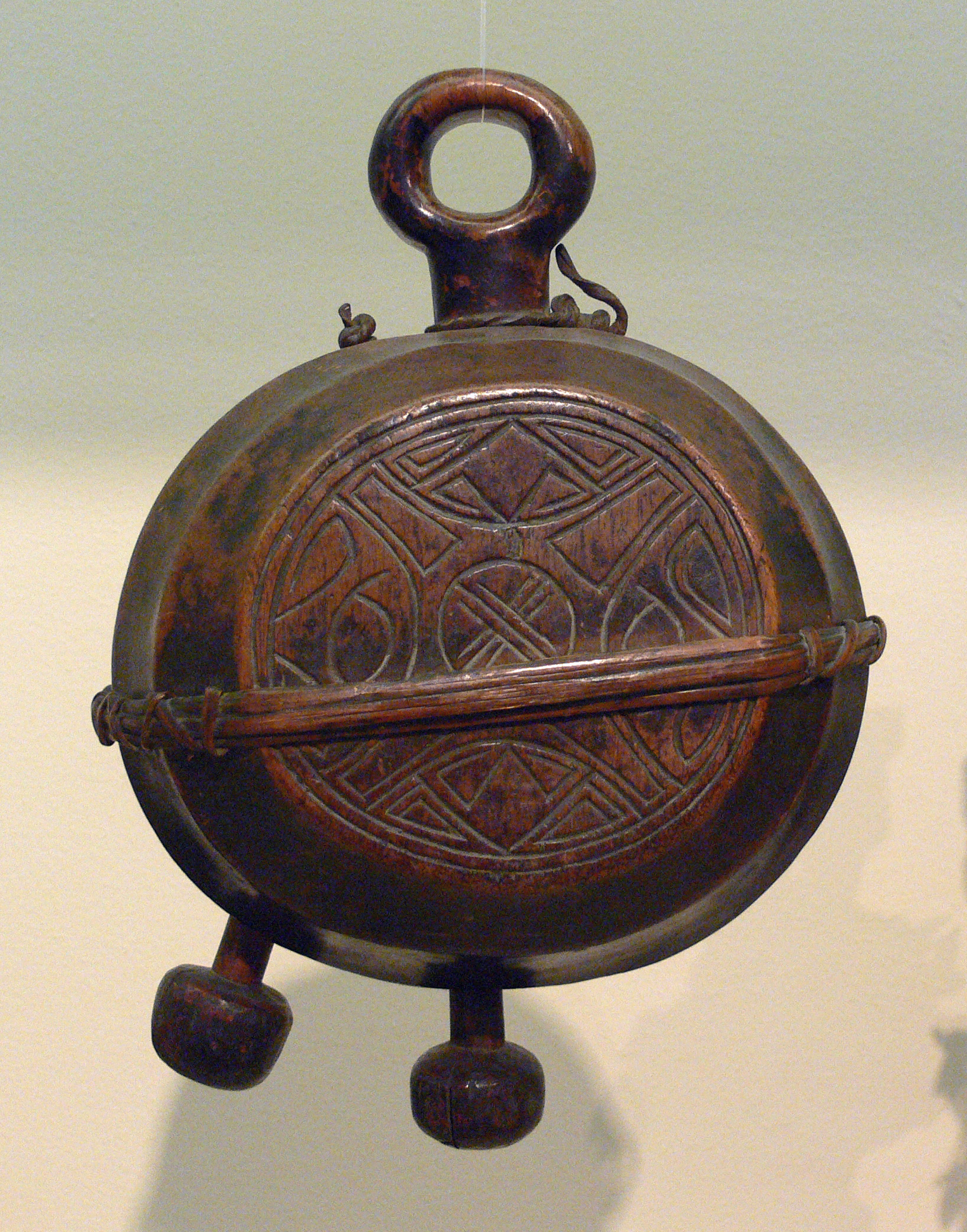
Campana de fusta de la societat secreta khimba (RDC)
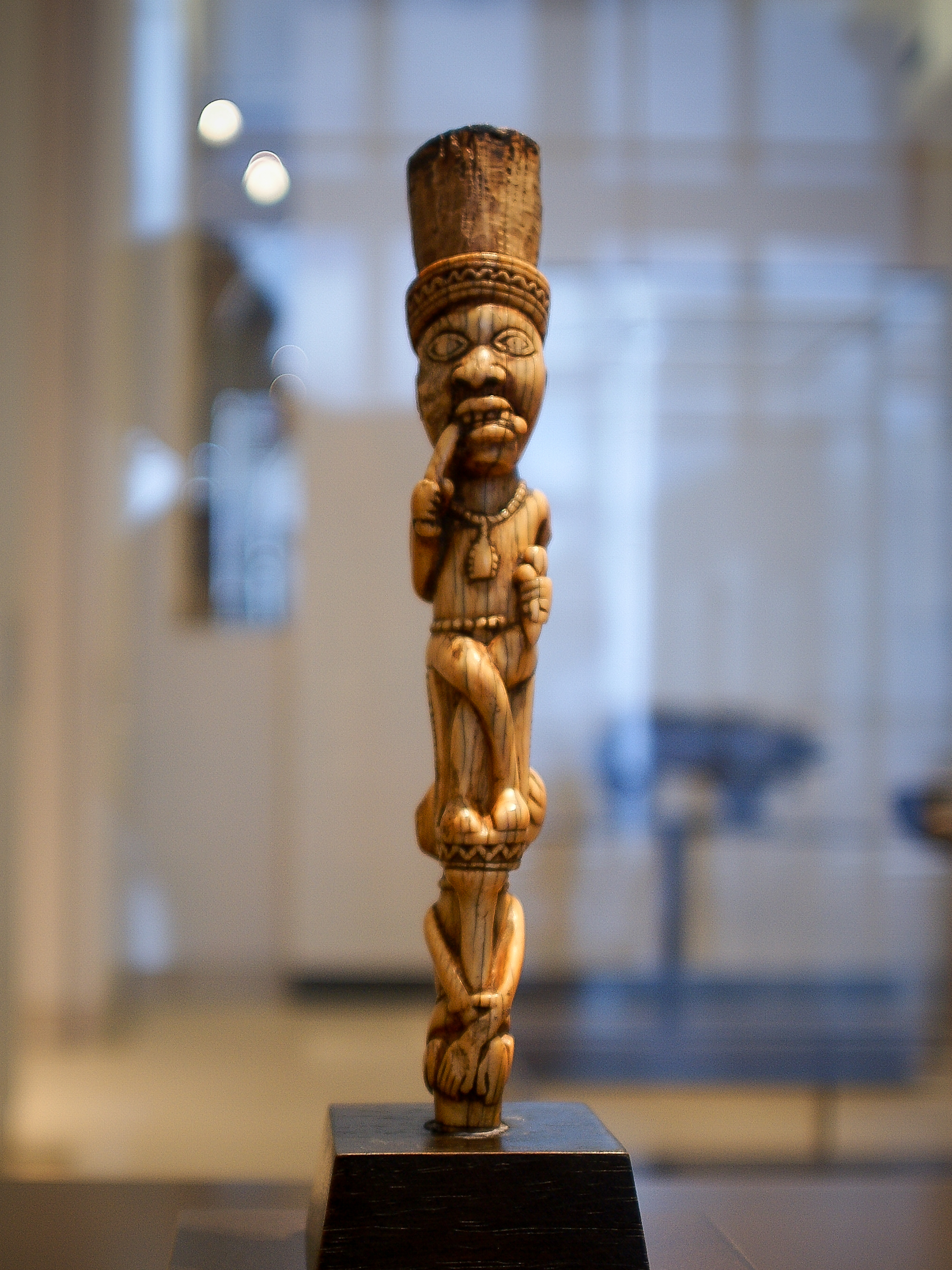
Escultura yombe, ceptre, s.XIX
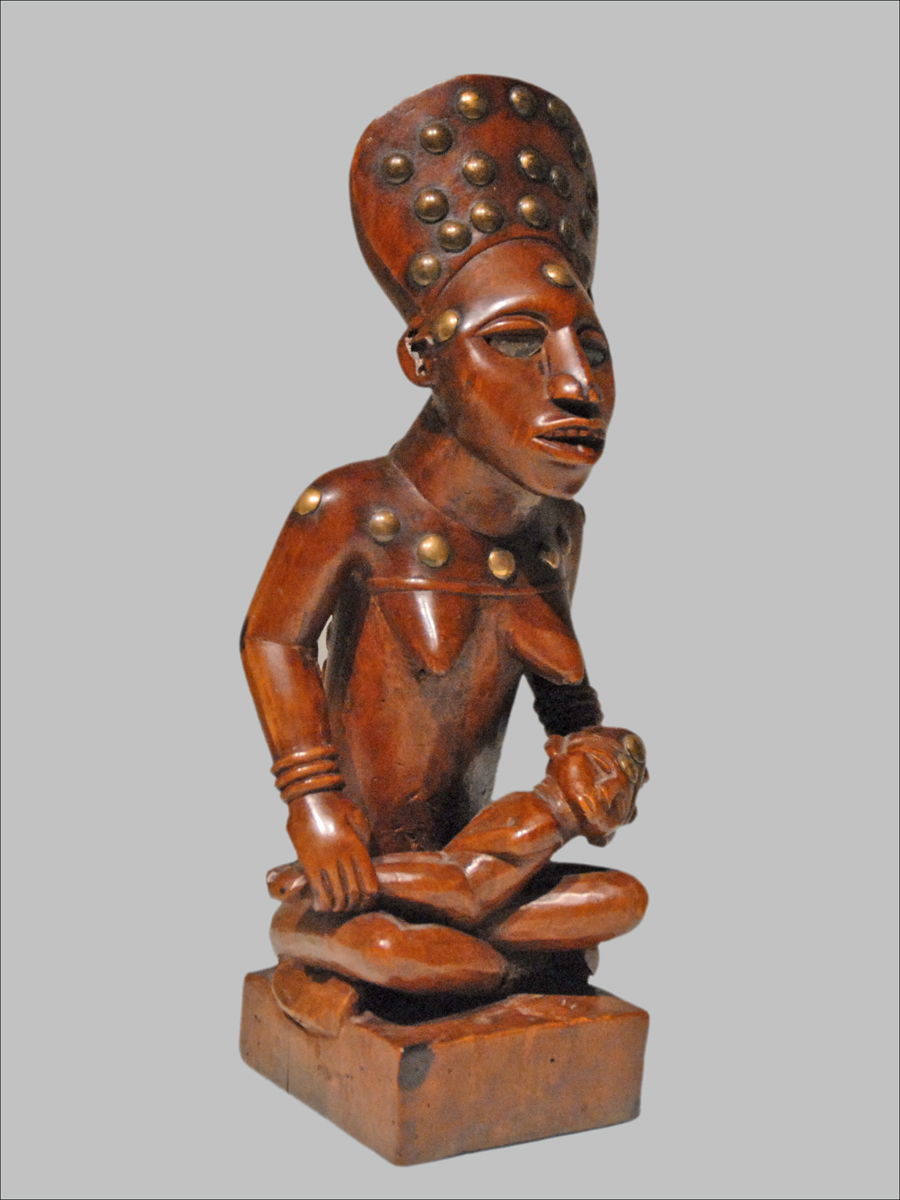
Maternitat phemba[10] (RDC)
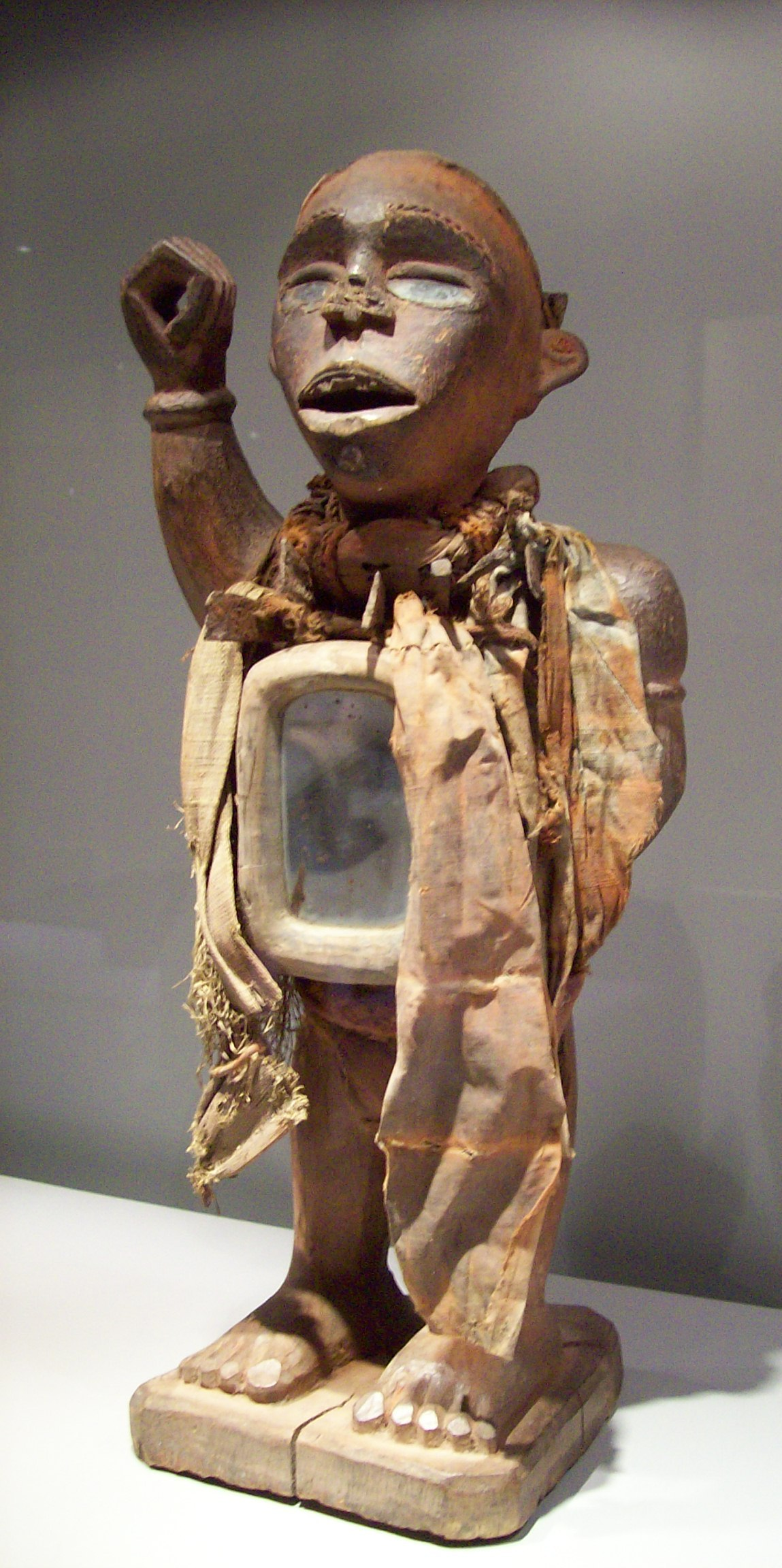
Fetitx en mirall amb la boca entroberta (Mayombe, RDC)